# Extraits de la bande originale du film Édith et Marcel
Albums de Mama Béa
Où vont les stars ?
(1982) La différence
(1986)
Extraits de la bande originale du film Édith et Marcel est le neuvième album de Mama Béa, paru en 1983.

## Historique
Cet album, est composé d'extraits de la bande originale du film Édith et Marcel de Claude Lelouch sorti en 1983.
Les textes ont été écrits par Charles Aznavour pour 5 des 8 titres, et les musiques par Francis Lai pour 5 des 8 titres.
Les chansons Le Fanion de la Légion et L'Effet qu'tu m'fais appartenaient au répertoire d'Édith Piaf.
Mama Béa interprète les chansons inédites C'est un gars et Je n'attendais que toi dont les textes sont de Charles Aznavour, en duo avec ce dernier

## Liste des chansons
| 1. | Avant toi              | Charles Aznavour | Francis Lai       | 4:25 |
| 2. | Le Fanion de la Légion | Raymond Asso     | Marguerite Monnot | 1:25 |
| 3. | C'est un gars          | Charles Aznavour | Pierre Roche      | 3:00 |
| 4. | Avec toi (Olympia)     | Claude Lelouch   | Francis Lai       | 1:40 |

| 1. | Je n'attendais que toi | Charles Aznavour | Francis Lai | 3:30 |
| 2. | L'Effet qu'tu m'fais   | Édith Piaf       | Marc Heyral | 1:40 |
| 3. | La Prière              | Charles Aznavour | Francis Lai | 2:40 |
| 4. | Avant toi (Versailles) | Charles Aznavour | Francis Lai | 2:25 |

## Personnel

### Musiciens
non crédités sur la pochette

### Arrangements
- Christian Gaubert

### Autres
- Emmanuel Guiot : ingénieur du son
- Antoine Thierry Arditi : photo pochette
- Valenta : maquillage